# Hydrangea quercifolia

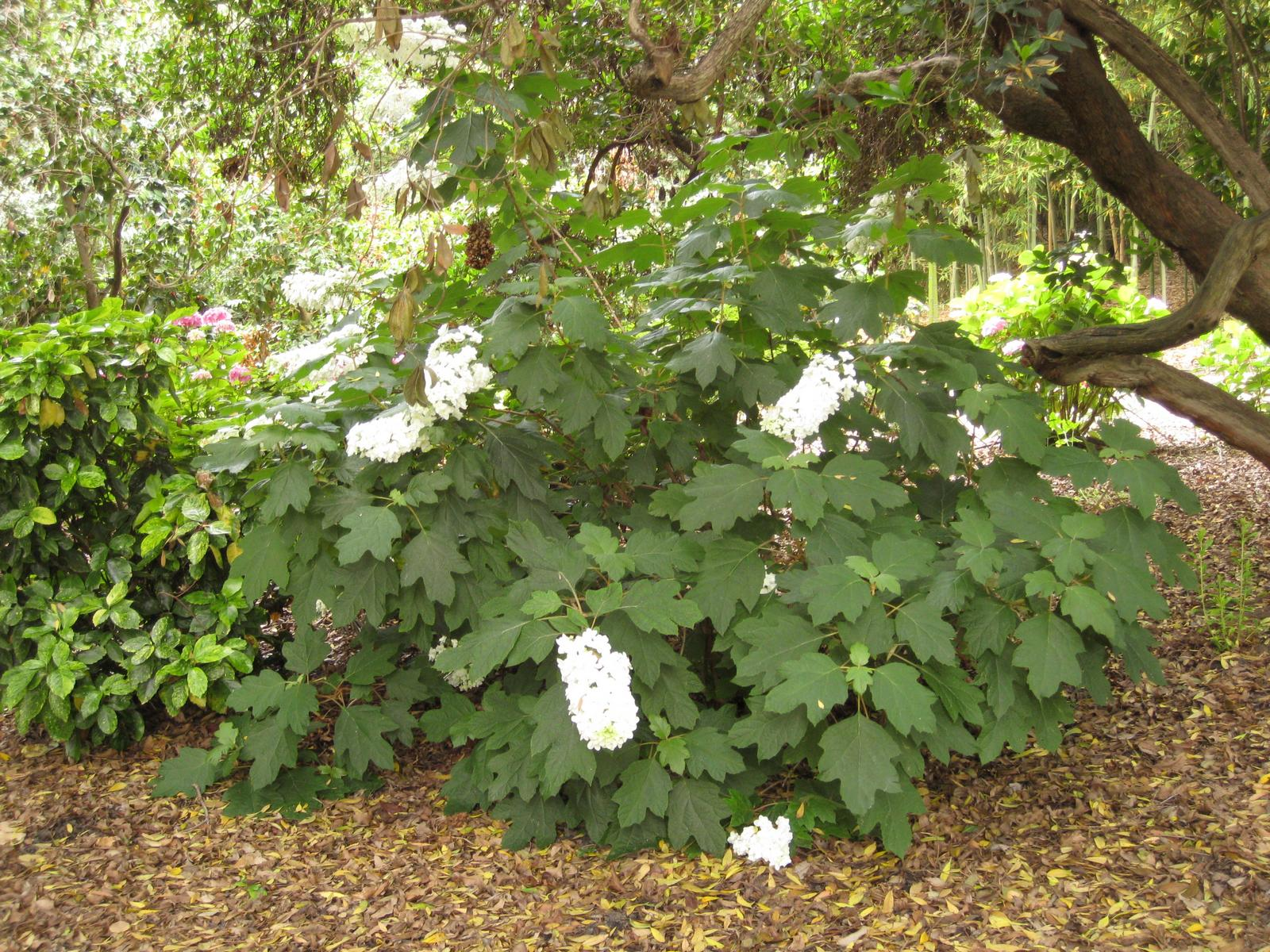
Hydrangea quercifolia

Hydrangea quercifolia , es una especie de planta nativa del sureste de Estados Unidos, que se encuentra en los bosque de Carolina del Norte, al oeste de Tennessee, y el sur de Florida y Luisiana. Es un arbusto de hoja caduca con llamativas cabezas de flores blancas, es una planta de jardín. Numerosos cultivares están disponibles comercialmente.

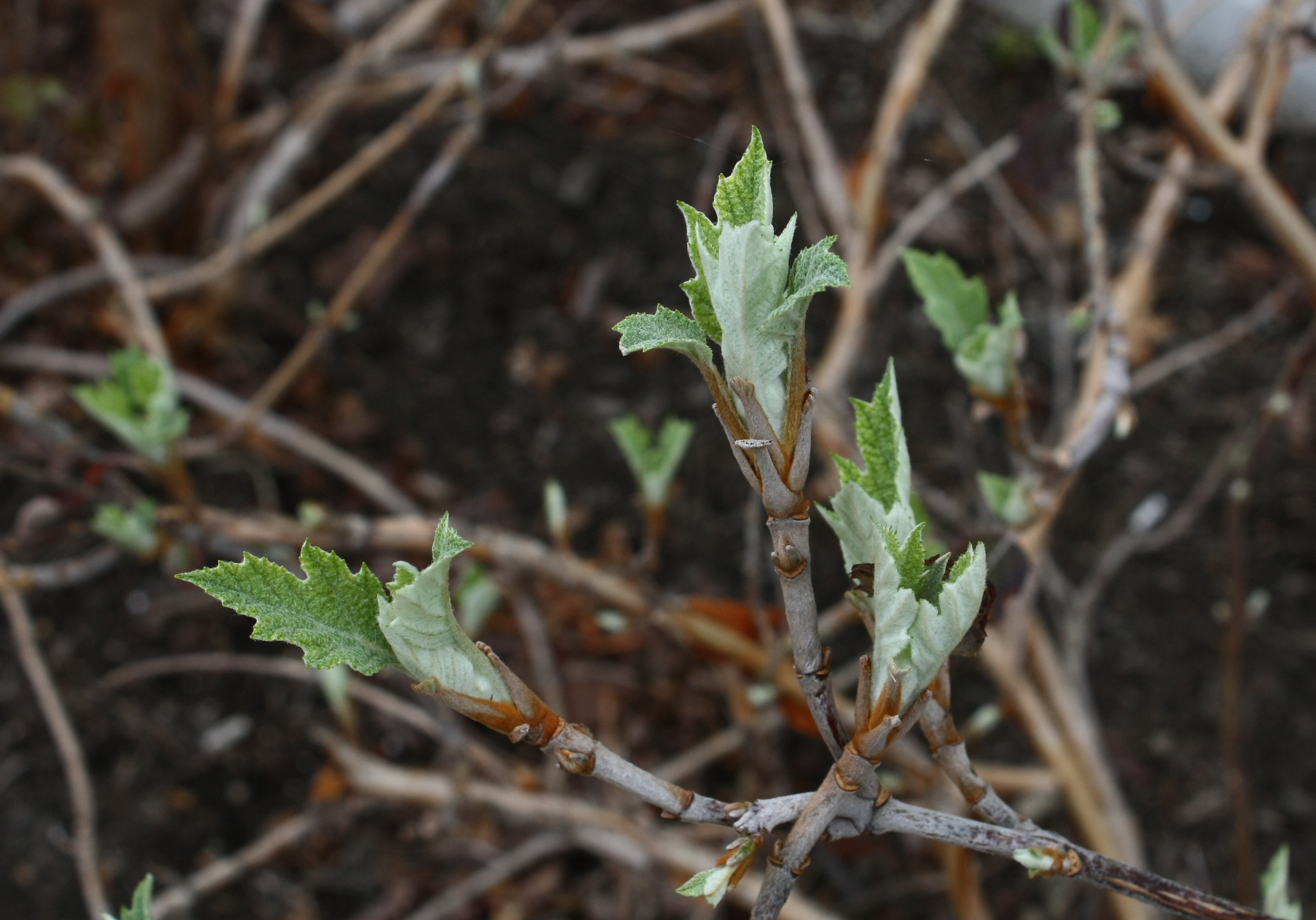
Hojas de primavera

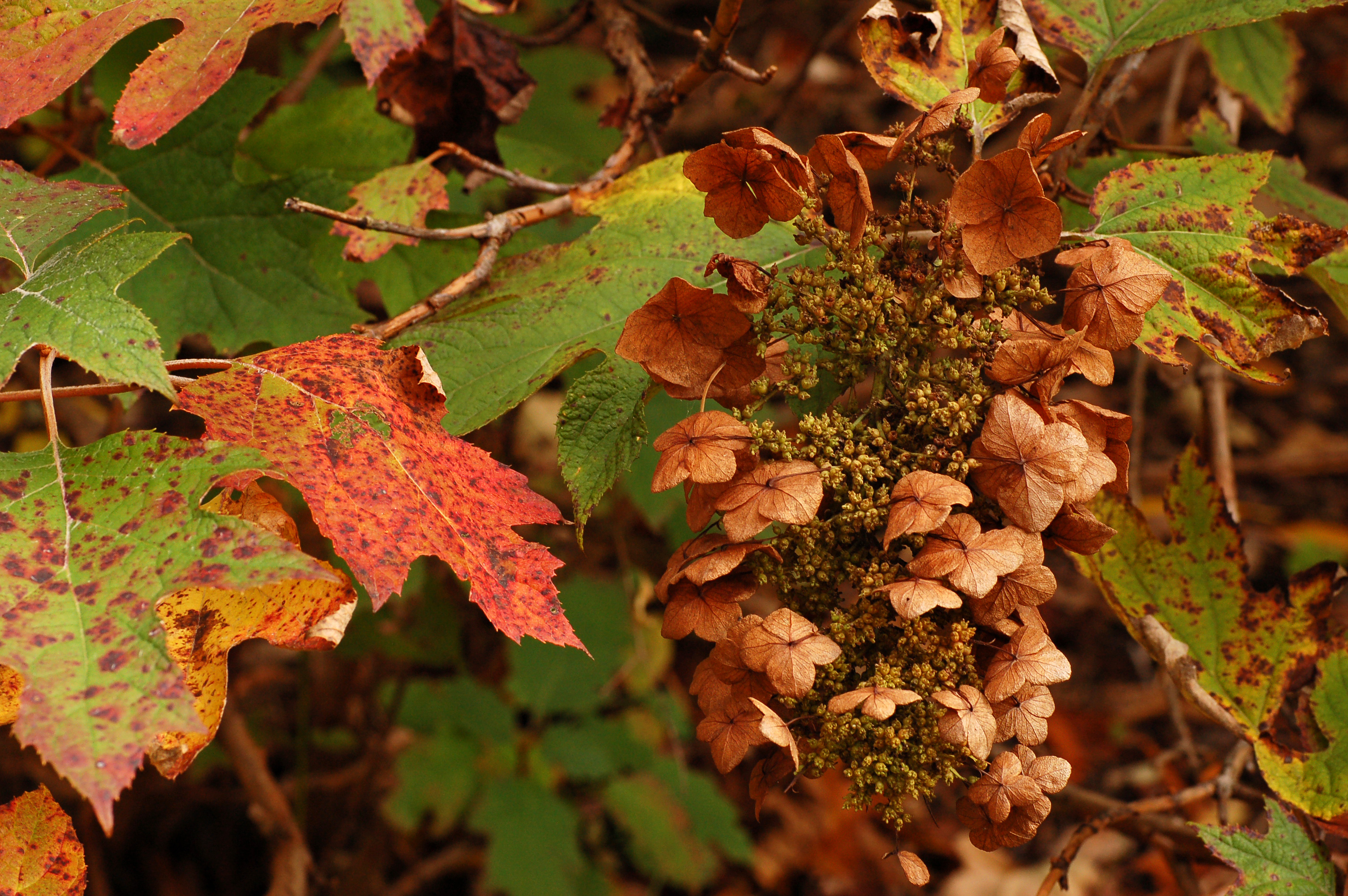
Flores y hojas de color marrón en otoño.

## Descripción
Hydrangea quercifolia es un arbusto con hoja caduca que tiene una textura gruesa y crece hasta los 8 metros de alto con una corona abierta. La planta brota de estolones subterráneos y, a menudo crece en colonias. Los tallos jóvenes están cubiertos de un color marrón claro similar al fieltro de la corteza , y cuanto mayor sean los tallos tienen atractivas cortezas de color canela-marrón-naranja que jirones y cáscaras en escamas finas. Las hojas son de color verde a verde amarillento oscuro en la parte superior y de color blanco plateado el envés. Tienen tres, cinco o siete puntiagudos lóbulos y miden de 10,2 a 30,5 cm de largo y casi igual de ancho. Son versiones más grandes que algunas hojas de roble, asemejándose a especies de Quercus con follaje lobulado. Las plantas en la sombra tienen hojas más grandes que las que crecen con sol. Las hojas se tornan a ricos tonos de color rojo, bronce y púrpura en otoño y persisten en el invierno acompañando a las persistentes cabezuelas secas.
Las flores nacen en erectas panículas de 15,2 a 30,5 cm de altura y 6 a 12 cm) de ancho en las puntas de las ramas. Las flores varían desde el blanco cremoso, en el envejecimiento al rosa y en el otoño e invierno son como de papel oxidado-marrón seco. A diferencia Hydrangea macrophylla , el color de la flor no varía con el pH del suelo. 
Hydrangea quercifolia y la Hydrangea paniculata son las únicas hortensias con racimos de flores en forma de cono, todos los demás tienen sus flores en umbelas formando bolas o en forma de racimos de cimas planas.

## Distribución y hábitat
Originaria continental del sureste de Norteamérica crece en los bosques mixtos, a lo largo de los arroyos y en las laderas boscosas, por lo general en suelos calcáreos, y, a menudo, donde la piedra caliza se encuentra en la superficie del suelo. Hydrangea quercifolia es un arbusto del sotobosque, a menudo a la sombra de grandes robles, nogales, magnolias, haya americana, etc

## Usos
Cultivo
Hydrangea quercifolia se cultiva como planta ornamental, y se utiliza como un arbusto decorativo en jardines y parques. Crece mejor en un hábitat de bosque natural o paisajístico, prefiriendo parcial a casi plena sombra, con sol de mañana y sombra por la tarde como óptimo. Tolera la sequía , pero no puede florecer. La planta prefiere suelos ligeramente ácidos con un pH de 5,0 a 6,5. Se ha ganado la medalla Award of Garden Merit de la Royal Horticultural Society.

## Taxonomía
Hydrangea quercifolia fue descrita por William Bartram y publicado en Travels Through North and South Carolina 382–383, pl. 7. 1791.
Etimología
Hydrangea: nombre genérico que deriva de las palabras griegas:  (ὕδωρ hydra) que significa "agua" y  ἄγγος (gea) que significa "florero"  o "vasos de agua" en referencia a la característica forma de sus cápsulas en forma de copa.
quercifolia: epíteto que deriva de las palabras latinas quercus "roble", y folium "hoja".
Sinonimia
- Hydrangea radiata Sm.	[5]

## Galería

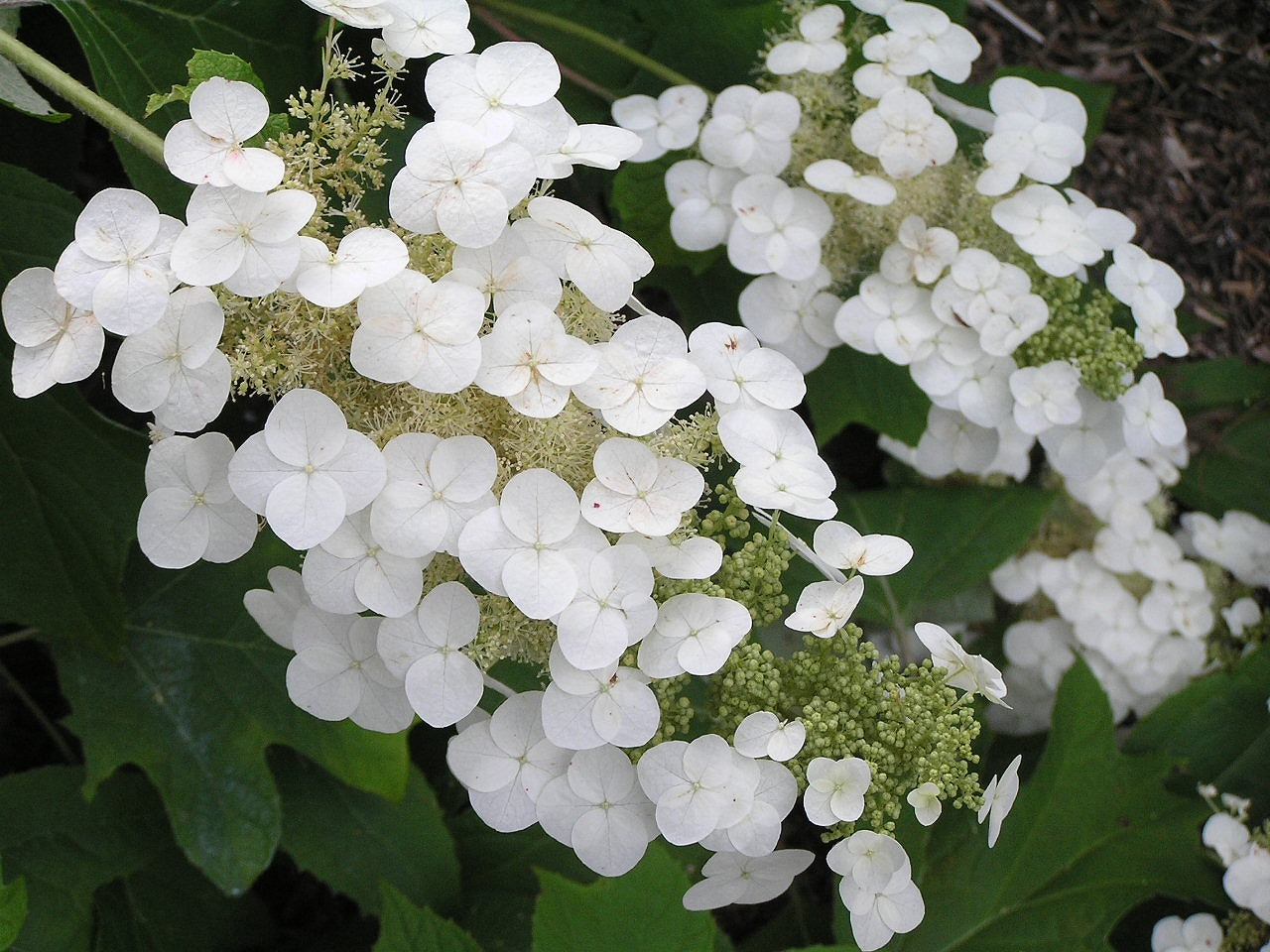
Especies con flores blancas.
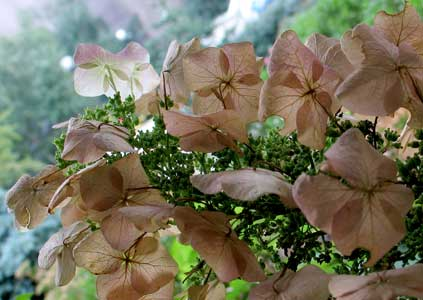
Selección con flores rosas.
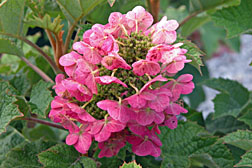
Ruby Slippers cultivar, (desarrollado por Agricultural Research Service).
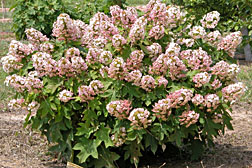
Munchkin cultivar, (Agricultural Research Service)